# Auburn (bilmärke)

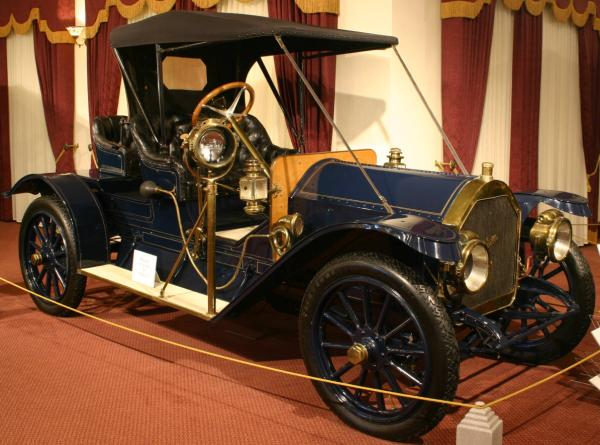
Auburn 1910

Auburn är ett amerikanskt bilmärke tillverkat åren 1900–1937. 
År 1875 startade Charles Eckhart ett vagnmakeri i Auburn, Indiana, Eckhart Carriage Company. Hans två söner, Frank och Morris, började vid sekelskiftet att tillverka bilar på hobbybasis. Tillsammans med två andra lokala små biltillverkare startade tillverkningen på allvar 1909. Verksamheten var någorlunda framgångsrik till en början, men brist på råvaror under första världskriget tvingade bröderna att stänga sin bilfabrik. 
Efter kriget sålde bröderna Eckhardt sitt bilföretag till en grupp affärsmän i Chicago, som inte lyckades speciellt bra med att återuppliva biltillverkningen. Det var först efter 1929, när Errett Lobban Cord hade tagit över Auburn Automobile Company, som framgångarna kom. 
Cord skapade ett holding-bolag med över 150 olika företag. I bolaget ingick transportföretag som New York Shipbuilding, Stinson Aircraft Company och American Airways (senare American Airlines). Och på bilsidan ingick vid sidan av Auburn även Duesenberg och Cord (uppkallat efter honom själv). 
Tillsammans med designern Gordon Buehrig skapade Cord flera odödliga 30-talsmodeller. En av de vackraste är kanske drömbilen Auburn Speedster, en lyxbil för Hollywoods stora skådespelare och andra med gott om pengar. 
Vacker formgivning och tillförlitlig ingenjörskunskap räckte emellertid inte för att hålla försäljninmgen igång i depressionens USA. Cords bilar var helt enkelt för exklusiva och dyra för att kunna säljas, och 1937 upphörde tillverkningen av både Cord, Duesenberg och Auburn.

## Galleri

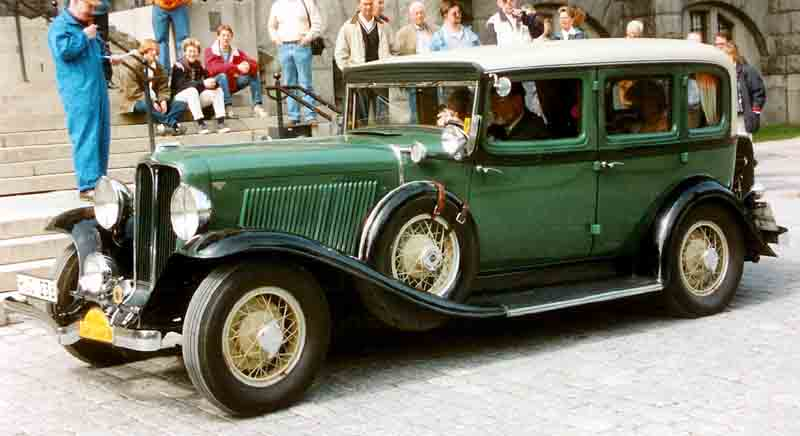
Auburn 8-100A Custom 4-Door Sedan 1932
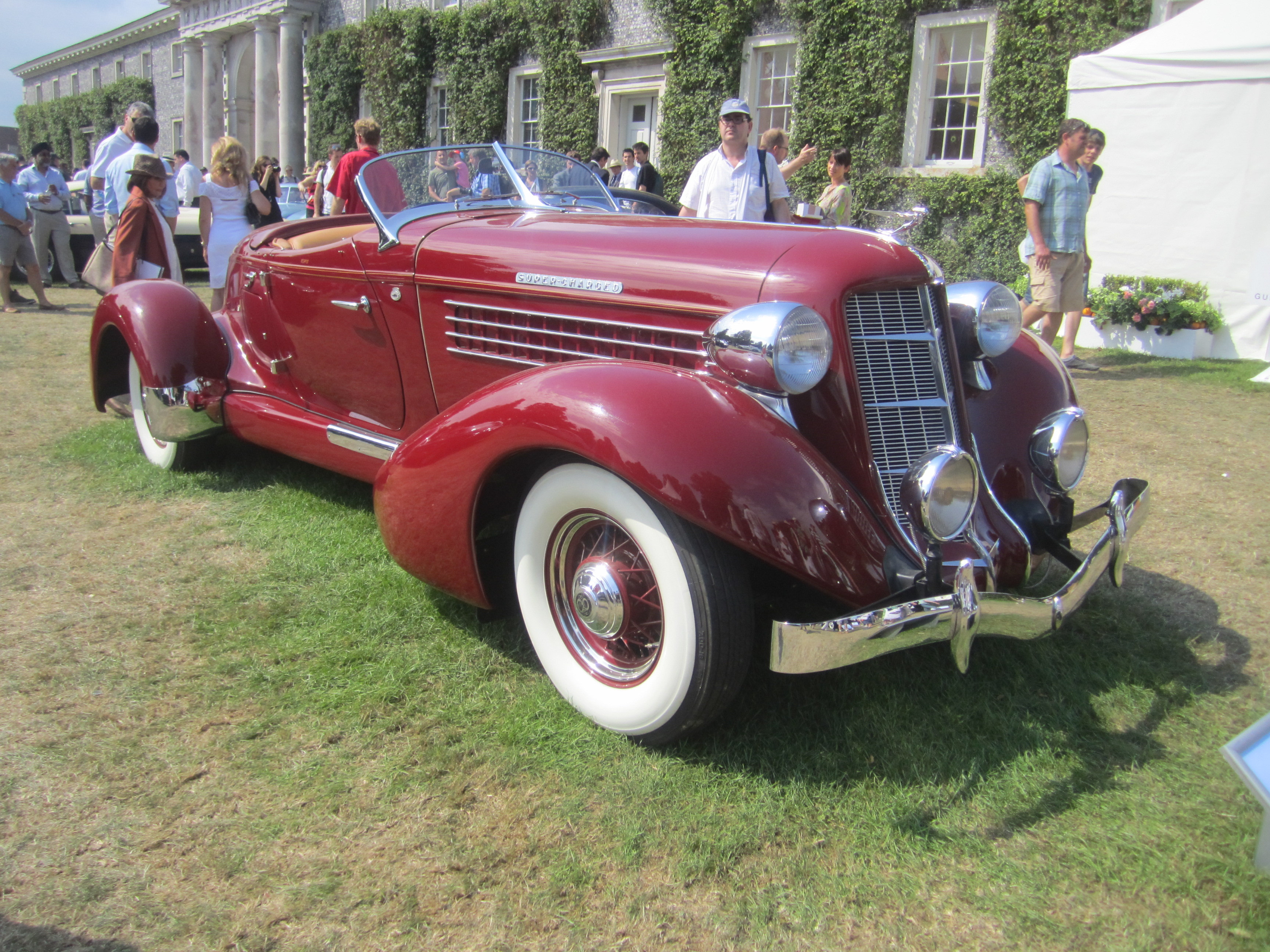
Auburn 851 Speedster 1935